# Polarisering (samhälle)
Polarisering är en tendens eller ett tillstånd där skillnader mellan motstående åsikter, trosuppfattningar eller ställningstaganden skärps eller är stora och parterna grupperas i distinkta läger eller grupper. Polarisering gör det svårt att upprätthålla nyanser, objektivitet och neutralitet. Polariserade grupper tenderar att ha svårt att finna gemensam grund, vilket kan resultera i minskad kompromissvillighet och konflikt. Polarisering förekommer inom politik, sociala frågor, religion, miljödebatter och andra områden där skilda åsikter existerar.
Typexemplet är "Alla som inte är med oss är mot oss", som bortser från möjligheten att någon skulle kunna vara vänskapligt till bägge parter, eller ointresserad av någondera.
Samtidigt som ordet polarisering används deskriptivt, har ordet i den politiska samhällsdebatten kommit att utvecklas till ett skällsord. Forskare spekulerar om ökat bruk av termen på oklar grund i sig självt kan bidra till polarisering. Svensk forskning har visat att samhällets polarisering inte har ökat i samma takt som bruket av ordet ökat i den allmänna debatten.

## Affektiv polarisering
I ett demokratiskt samhälle omhuldas åsiktsfrihet och fritt meningsutbyte som ideal, samtidigt finns det i debatterna påståenden om cancelkulturer, åsiktskorridorer och deplattformering i kombination med ett högt tonläge. Den ökande polariseringen i värderingar syns längs GAL-TAN-skalan och rör frågor som exempelvis jämställdhet, mångkultur, och identitet. Studier av svenska förhållanden har visat att den affektiva polariseringen ökat de senaste decennierna. På individnivå beskrivs affektiv polarisering som ett fenomen där individer utvecklar förutfattade och negativa åsikter om andra grupper, exempelvis politiska partier eller deras anhängare, utan att dessa negativa uppfattningar nödvändigtvis är kopplade till ideologiska skillnader eller specifika sakfrågor. Forskning i svensk kontext indikerar att det offentliga debattklimatet har blivit mer polariserat, medan de ideologiska skillnaderna inom befolkningen, sett ur ett historiskt perspektiv, är betydande men relativt oförändrade.

## Partipolitisk polarisering
I de flesta fungerande demokratier finns två politiska block, ofta kallat höger och vänster.

## Världspolitisk polarisering
Krig innebär kraftig polarisering. Kalla kriget var ett exempel där världen blev kraftigt polariserad, med USA och Sovjetunionen som huvudparter.

## Polarisering som härskarteknik
En debattör kan tvinga en politisk motståndare att "välja sida" och på så sätt skaffa sig fördelar.

## Polarisering som politiskt begrepp
Till exempel då man talar om att klyftorna mellan rika och fattiga ökar på många håll i världen.

## Ideologisk polarisering
Psykologerna Jonathan Haidt, Jesse Graham och Craig Joseph har inom moralpsykologin utvecklat moralfundamentsteorin. Den går ut på att olika uppsättningar av ”moraliska fundament” leder människor till att nå olika ståndpunkter. Teorin har använts för att förklara människors ideologiska hemvist samt förekomst av brist på förståelse mellan politiska motståndare. Forskningen har visat att konservativa tillämpar en större palett av moraliska fundament än vad socialister och socialliberaler gör. Det innebär att konservativa förstår socialisters och socialliberalers moraliska fundament, medan socialister och socialliberaler kan vara helt oförstående inför hur konservativa resonerar. Socialister och socialliberaler kan därför uppfatta moraliskt baserade konservativa uttalanden eller beteenden som om de vore grundade i något annat – i bästa fall självintresse, i värsta fall ondska.
Moralfundamentsteorin erbjuder därmed en modell för att förstå uppkomsten av ideologisk polarisering och Jonathan Haidt engagerar sig även för att motverka sådan polarisering. Bland de projekt som han medverkar i märks The Asteroids Club, Better Angels och CivilPolitics.org. The Asteroids Club uppmuntrar politiska motståndare till att försöka förstå de hot som motståndaren identifierar (varvid asteroid används som metafor för hot). Organisationens motto är: ”Jag hjälper dig att avleda din asteroid om du hjälper mig att avleda min.”

## Polarisering i svensk politik
SNS Demokratiråd beskrev polariseringens omfattning och utveckling i svensk politik och samhällsdebatt i en rapport som publicerades i mars 2021. Slutsatsen i rapporten var att vänster-högerpolariseringen är hög i Sverige men förhållandevis stabil över tid. De kunde inte hitta belägg för att svensk politik skulle vara ovanligt ideologiskt polariserat. Däremot fann de stöd för ökat ideologiskt avstånd i frågor som rör mångkultur, identitet, globalisering och migration. I rapporten beskrevs hur den ökade betydelsen av kulturella värderingsdimensioner bland annat kunde förklara Sverigedemokraternas valframgångar under 2000-talet, Alliansens upplösning och svårigheter att ibland bilda regeringar.